# Zuilen der schepping
Zuilen der schepping (The Pillars of Creation) is een fantasyboek van de Amerikaanse schrijver Terry Goodkind. Het is het zevende boek uit de reeks De wetten van de magie. Dit deel gaat verder waar het vorige geëindigd is. 

## Samenvatting van het boek
Jennsen Rahl, een halfzus van Richard, heeft de eerste twintig jaar van haar leven niets anders gedaan dan weglopen van haar vader. Omdat ze geboren is zonder enige magische gave, is zij ter dood veroordeeld sinds het moment van haar geboorte. Wanneer haar moeder vermoord wordt door D'Haraanse moordenaars, vertrekt ze met een nieuwe vriend, Sebastiaan, om haar leven opnieuw te beginnen. Sebastiaan vertelt dat hij eigenlijk een spion is van de Imperiale Orde. Hij spreekt met overtuiging over de doelen van de Orde, zoals een eerlijke behandeling van de gehele mensheid en de eliminatie van magie. Boven alles verheerlijkt hij keizer Jagang, en in dezelfde mate vervloekt hij Richard Rahl. Volgens Sebastiaan heeft Richard Rahl de oorlog naar de oude wereld gebracht door de barrières weg te halen.
Ondertussen lijdt Oba Rahl, een andere halfbroer van Richard, onder het gedrag van zijn moeder op de familieboerderij. Oba vindt dat hij energiek is en dat hij een gezonde nieuwsgierigheid heeft. Zijn nieuwsgierige natuur uit zich door het plezier dat hij heeft om levende wezens door zijn hand te zien sterven. Oba weet niet dat hij, net als Jennsen, volledig onbegaafd is en dus ook niet rechtstreeks kan geraakt worden met magie. Als zijn moeder hem dan naar een nabijgelegen tovenares voor medicijnen stuurt, begint hij, op het moment dat hij moet betalen, de tovenares te bedreigen. Haar pogingen om haar te beschermen met magie falen en Oba doodt haar op brutale wijze. Tijdens het gevecht geeft Oba zich over aan een stem in zijn hoofd die hem onoverwinnelijkheid belooft, in ruil voor onderwerping. Nadat Oba thuiskomt, vermoordt hij zijn moeder en besluit dat hij de wereld wil zien. Hij kan comfortabel reizen door het geld dat hij meegepakt had van de tovenares.
Doordat Oba de tovenares vermoord heeft, moet Jennsen naar haar zuster op zoek gaan. Die zuster is zelf ook een tovenares. Samen met Sebastiaan reist zij naar het Volkspaleis, de hoofdstad van D’Hara. Daar hoort ze dat de tovenares die ze zoekt in een betoverd moeras leeft. Nadat Sebastiaan gevangengenomen wordt door de D’Haraanse wachters, helpt Tom, een vriendelijke vreemde, haar om het moeras te vinden. Ze raakt veilig tot bij het huis van de tovenares. Haar natuurlijke immuniteit beschermde haar tegen de magie die rond het huis opgetrokken was. Ze hoort van de tovenares enkel dat niet kan gedaan worden om haar te redden van de heer Rahl. Ontgoocheld vertrekt zij naar het volkspaleis om Sebastiaan te redden. Hij overtuigd Jennsen dat zij keizer Jagang moet zien.
Ook Oba is zich bewust van de tweede tovenares en besluit haar te bezoeken omdat zij iets schijnt te weten van zijn natuur of lot. Hij huurt een gids die hem naar het moeras brengt. De tovenares zegt dat Oba nu een slaaf is van de Wachter en pleegt zelfmoord voordat Oba haar kan vermoorden. Deze daad, samen met het feit dat zijn gids zijn geld gestolen heeft, maakt Oba furieus. Hij bedaart een beetje als hij een schat vindt in het huis van de tovenares. Zijn woede keert echter terug als hij, eenmaal terug in het volkspaleis, zijn gids ziet, die hij in zijn woede doodt. Doordat hij iemand gedood heeft, wordt hij gevangengezet, maar hij ontsnapt al snel en slaagt erin Richard te lokaliseren.
Jennsen en Sebastiaan bereiken Jagang in het kamp van de Imperiale Orde. Hoewel ze in het begin gechoqueerd is door de ruige soldaten, maar er wordt haar verteld dat de D’Haranen nog erger zijn. De dag nadat Jennsen aankomt voert Jagang, die met zijn leger in het noorden van het middenland is, een aanval uit op het paleis van de belijdsters, maar wordt bloedig teruggeslagen. Erger is de krachtige aanval van oude magie die wordt losgelaten op het leger, wat zorgt voor een gigantische ravage. Jennsen reageert daarop door een verdrag met de Wachter te sluiten: als hij Richard vermoordt zal zij zich overgeven en de Wachter dienen.
Nadat Oba Kahlan gevangen heeft genomen, moet hij van de Wachter haar naar de Zuilen der Schepping brengen, een extreem warme vallei, diep in de oude wereld. Door zijn verbinding met zijn zwaard, achtervolgt Richard Oba naar de Zuilen, waar hij ook Jennsen ontmoet. Ook Jennsen is naar de Zuilen gekomen na een tip van de Wachter, om Richard uiteindelijk zelf te doden. Het plan van de Wachter was dat Richard Jennsen zou vermoorden en bijgevolg een poort zou openen tussen de onderwereld en de wereld van de levenden. Richard volgt dat plan niet en weigert om het op te volgen. Jennsen merkt dan de integriteit van Richard, waardoor het plan van de Wachter mislukt. Daarna hoort Jennsen dat de soldaten die haar moeder vermoord hebben, eigenlijk soldaten van de Imperiale Orde waren en gelooft eindelijk dat Richard een liefhebbende en bezorgde broer is.